# Antonio Gates
Antonio D. Gates (18 de junio de 1980 en Detroit, Míchigan) es un exjugador de fútbol americano, cuya posición fue la de tight end, actualmente se encuentra retirado tras haber militado toda su carrera en Los Angeles Chargers.

## Carrera
Hasta su primer año como novato en 2003, Gates no había jugado al fútbol americano en ningún equipo salvo un año en el Central High School de Detroit. Gates quería ir a la Universidad Estatal de Míchigan para jugar en el equipo de fútbol y baloncesto, pero solo lo querían en el de fútbol. Como su deporte favorito era el baloncesto se marchó a la Universidad de Míchigan Oriental, donde jugó media temporada hasta que acabó recalando en la Universidad Estatal de Kent, en Ohio.
Fue seguido por ojeadores de la NBA, quienes le dijeron que su altura no se correspondía con sus habilidades, por lo que su futuro era una incógnita. Gates pasó entonces algunas pruebas bajo la revisión de diversos ojeadores de la NFL, lo que llevó a que unos 19 equipos de la liga se interesasen por él. Los San Diego Chargers le ofrecieron pasar un período de prueba, en el cual se dieron cuenta de su enorme potencial y lo contrataron como agente libre.
Tras una sólida temporada como novato en 2003, donde atrapó 24 pases de 389 yardas, muchos expertos predijeron que en la próxima temporada Gates terminaría de explotar en la liga. En su segundo año en la NFL Gates se convirtió en el objetivo favorito del quarterback Drew Brees, acabando la temporada con 81 recepciones de 964 yardas y 13 touchdowns.
En 2005 Gates completó otra temporada estelar, atrapando 89 pases de 1,101 yardas y anotando 10 touchdowns, pero los Chargers se perdieron los playoffs por un mínimo margen. Con la marcha de Drew Brees en la pretemporada, muchos creyeron que Gates sufriría un bajón en su juego durante la temporada 2006, debido en parte a que el quarterback titular sería el novato Philip Rivers. Gates tuvo un comienzo de temporada algo discreto, pero acabó el año bastante bien con 924 yardas y 9 touchdowns.